# Julie Dreyfus
Pour les articles homonymes, voir Dreyfus.
Ne doit pas être confondu avec Julia Louis-Dreyfus.
Julie Dreyfus, née le 24 janvier 1966 à Paris, est une actrice française.
Elle est la fille de l'actrice Pascale Audret et du producteur de musique Francis Dreyfus et la nièce du chanteur Hugues Aufray et du physicien Jean-Paul Auffray.

## Biographie
En plus du français, elle parle couramment le japonais et l'anglais. Elle a appris le japonais à l'Université des langues étrangères d'Osaka. Elle est connue au Japon où elle a débuté à la télévision japonaise dans un programme éducatif d'apprentissage du français sur la NHK. Elle est aussi apparue dans le show Ryōri no Tetsujin (Iron Chef) comme invitée et juge.
Elle est plus connue en Occident pour son rôle de Sofie Fatale dans Kill Bill : Volume 1 de Quentin Tarantino, qu'elle avait rencontré dans un festival de films au Japon.
En 2007, elle a joué dans le court métrage La Main dans le sac réalisé par Alexis Wawerka.
On peut également la voir dans le clip de la chanson Matty Groves du groupe Moriarty.

## Filmographie
- 1992 : Toki rakujitsu de Seijirō Kōyama : Mary
- 1994 : Rampo de Rintaro Mayuzumi et Kazuyoshi Okuyama : Mademoiselle
- 1995 : A Feast at Midnight de Justin Hardy : Mother
- 1998 : The Crow (The Crow: Stairway to Heaven) (série TV) - 3 épisodes : India Reyes
- 1998 : Legal Aliens d'Akinori Tsujitani : Isabel
- 2002 : Jean Moulin (TV) d'Yves Boisset : Lydie Bastien
- 2003 : Kill Bill : Volume 1 de Quentin Tarantino : Sofie Fatale
- 2007 : La Main dans le sac (court métrage) d'Alexis Wawerka : Mia Valkenburg
- 2008 : Tokyo ! (segment « Merde ») de Leos Carax : l'interprète de Maître Voland
- 2008 : Vinyan de Fabrice Du Welz : Kim
- 2009 : Inglourious Basterds de Quentin Tarantino : Francesca Mondino
- 2010 : Interpol (série télévisée) : Barbara